# Centre de Sant Pere Apòstol
L'històric Centre de Sant Pere Apòstol, conegut actualment com a Centre Sant Pere 1892 per l'any de la seva fundació, té la seu a la casa Jacint Ratés, al carrer de Sant Pere Més Alt, 25 de Barcelona i acull grups i entitats que fan un ampli ventall d'activitats, com ara sardanes, corals, gegants, diables, tabalers, teatre adult i infantil, concerts, conferències, excursionisme i esbart. El 2010 va rebre la Medalla d'Honor de Barcelona i el 2017 la Creu de Sant Jordi de la Generalitat de Catalunya.

## Història
L'Associació Centre Sant Pere Apòstol va ser fundada el 1892 pel Dr. Francesc de Paula Codina i Sert, preocupat pels infants i joves del barri que ja treballaven a les fàbriques del barri i de la Barceloneta, i que per tant no podien accedir a estudiar. La seva idea va ser la de donar formació religiosa, cultural, cívica i de lleure tant als infants, adolescents i joves del barri, com a les seves famílies, mitjançant escoles diürnes i nocturnes, catequesi i esplai, sortides culturals, teatre, cinema, etc., buscant que aquest fos sempre un espai de trobada i esbarjo. Com a exemple, dir que l'any 1925 el Centre tenia 504 socis, 173 nens inscrits a l'escola diürna i 109 inscrits a la nocturna, i que unes 400 persones assistien a les activitats dels dissabtes i diumenges.
Inicialment, es va instal·lar als baixos del núm. 14 del carrer d'en Mònec, que aviat va quedar petits. Posteriorment, es va traslladar a uns nous locals al carrer de Trafalgar, 40, però l'espai va resultar insuficient per a tanta activitat, i el 1925, el mateix fundador va comprar l'edifici del carrer Sant Pere més Alt, 25. Per tal d'assegurar la continuïtat de les activitats, el pare Codina i dos socis de la seva confiança van constituir la Cultural Obrera Sociedad Anónima (COSA), que va assumir la propietat de l'immoble i així es va poder garantir que, organitzacions com la CNT i altres, no ocupessin l'espai per als seus propis usos, ja que era una entitat que promovia els valors obrers. El Centre continuà amb la seva activitat fins a l'esclat de la Guerra Civil el juliol del 1936, quan els locals van ser ocupats i s'hi va instal·lar un sindicat d'esquerres. Durant aquest episodi, tota la documentació històrica va ser cremada i, a l'entrada de les tropes franquistes a la ciutat el 26 de gener del 1939, un grup de socis va poder entrar-hi de nou i retornar a les activitats d'escola i d'esbarjo i de formació religiosa. Des del 1942 i fins a finals de la dècada dels 1950, el Centre va estar sota la tutela de la Congregació de l'Oratori de Sant Felip Neri, amb qui COSA va pactar un lloguer simbòlic, i d'aquesta manera es va preservar tant la propietat de l'immoble com l'activitat de l'entitat.
El canvi de mentalitat que va suposar el Concili Vaticà II a l'Església Catòlica, i la major responsabilitat que aquest va concedir als laics dins de les institucions religioses, va propiciar que el 1971 es redactessin uns nous estatuts del Centre, mantenint la seva consideració d'entitat de dret canònic, però donant a l'Assemblea de socis i sòcies el poder de decisió. En aquesta mateixa època, les escoles del Centre van haver de deixar de funcionar a causa dels canvis de normatives administratives, i el 1974, l'edifici passaria a ser propietat de l'Arquebisbat de Barcelona.
El 2010, el Centre va rebre la Medalla d'Honor de Barcelona «per la seva trajectòria més que centenària d'acció formativa, social i cultural, i pel seu ferm compromís amb la promoció de l'associacionisme», Dies després, al mateix Saló de Cent de la Casa de la Ciutat, el Centre recollí el primer Premi de la Federació d'Ateneus de Catalunya en la categoria de projectes juvenils Jove proposa!. Aquell mateix any, l'Ajuntament de Barcelona va comprar l'edifici al bisbat, per tal d'adequar-lo a les noves normatives, eliminar les barreres arquitectòniques amb la instal·lació d'un ascensor i la instal·lació de nous equipaments tècnics. El 2014, s'iniciaren les obres de remodelació de la planta inferior, el hall i el propi teatre GESPA, l'Auditori Cullell i Fabra i els terrats. Aquest mateix any, el Centre torna a guanyar el primer Premi de la Federació d'Ateneus de Catalunya en la categoria de projectes juvenils Jove proposa! per segona vegada.
El setembre del 2016, amb la presència de diversos consellers i regidors de l'Ajuntament, el Centre inaugurà les obres realitzades durant els dos anys anteriors. El 2017, el Centre rebé la Creu de Sant Jordi de la Generalitat de Catalunya «Per la seva dedicació, des de fa 125 anys, a la integració de les persones, la solidaritat i el foment de projectes col·lectius».«Per la seva dedicació, des de fa 125 anys, a la integració de les persones, la solidaritat i el foment de projectes col·lectius».

## Entitats
El Centre Sant Pere Apòstol acull diferents grups i entitats que realitzen un ampli ventall d'activitats, com són sardanes, corals, gegants, diables, tabalers, teatre adult e infantil, concerts, conferències, excursionisme, esbart, bastoners, espeleòlegs, grups ecologistes, narcòtics anònims, alcohòlics anònims grups juvenils, etc. En els últims anys ha estat el motor per donar volada i consolidar la Festa Major del Barri de Sant Pere, Santa Caterina i la Ribera, aglutinant un gran nombre d'entitats, societats, comerços i particulars que participen en la festa, i és un membre actiu del Pla Integral del Casc Antic de Barcelona i del seu Pla de Desenvolupament Comunitari. El nombre de socis i sòcies és proper a les 600 persones i 25 entitats i/o col·lectius realitzen la seva activitat en les seves instal·lacions. El Centre forma part de la Federació d'Ateneus de Catalunya i de la Xarxa d'Equipaments Cívics de Catalunya (XECAT).

### Grup Escènic Gespa
El Grup Escènic de Sant Pere Apòstol (GESPA), amb més de cent membres, entre actors i tècnics, és la secció de teatre amateur del centre sociocultural. inclou dins la seva temporada estable la representació d'Els Pastorets. Es fa cada mes de desembre, abans dels dies festius de Nadal, al teatre del Centre Sant Pere Apòstol, entitat a la qual pertany el grup teatral des que es va fundar.
Cada any el director de l'obra –que va variant– tria la versió d'aquesta història que més li agrada. Ara per ara, la més representada és l'obra de Josep Maria Folch i Torres, però en el decurs del temps també se n'hi han pogut veure d'altres, com l'escrita per Frederic Soler, Serafí Pitarra, o fins i tot de creades expressament per a l'ocasió. Sigui com sigui, totes les representacions de l'obra tenen un denominador comú: la lluita entre les forces del bé i del mal, representades per Sant Miquel i Satanàs, respectivament, i que sempre acaben amb el triomf del bé. També hi són presents els pastors, que aporten un toc terrenal i humorístic a la representació.

## Espais
Actualment, i mentre no s'acabin les obres d'adequació de l'edifici del carrer de Sant Pere Més Alt, la seu social i les sales d'assaig es troben al carrer del Rec, 21.

### Teatre GESPA
Seu del grup de teatre amateur Grup Escènic Sant Pere Apòstol (GESPA), és un teatre de boca veneciana, amb capacitat per a 200 persones i amb accés sense barreres arquitectòniques. Cada any s'hi representen de 10 a 12 obres.

### Auditori Cullell i Fabra
Va ser creada el 1992 en commemoració del centenari del Centre. Dissenyada amb una bona acústica, té una capacitat per a unes 100 persones.

### Sala Café
És un espai de convivència on es desenvolupa gran part del temps lúdic, creant un caliu de relació amb tothom que visita el Centre.

### Sala de conferències, antiga capella de la Immaculada
A banda dels actes propis del Centre -i per la bona sonoritat de la sala- també s'hi poden celebrar concerts de petit format, reunions, conferències, concerts corals, assajos de teatre, etc.